# Zalacaín el aventurero
Zalacaín el aventurero és l'última novel·la de la trilogia Tierras vascas, juntament amb La casa de Aitzgorri (1900) i El mayorazgo de Labraz (1903), de l'escriptor basc Pío Baroja. La primera edició es va imprimir el 1908, i avui dia ocupa un lloc d'honor a la literatura espanyola. Aquesta novel·la es va incloure a la llista de les cent millors novel·les en espanyol del segle XX del diari El Mundo. La novel·la es va adaptar al cinema el 1928 i el 1955.
L'obra explica diverses aventures i desaventures d'un noi basc, Martín Zalacaín, nascut al poble fictici d'Urbía o Urbide, durant l'última guerra carlina.